# Franz Felke
Franz Felke (* 8. Januar 1902 in Laufersweiler; † 19. März 1990 in Sohren) war ein deutscher Unternehmer aus dem Hunsrück und Träger der Verdienstmedaille des Verdienstordens der Bundesrepublik Deutschland.

## Leben

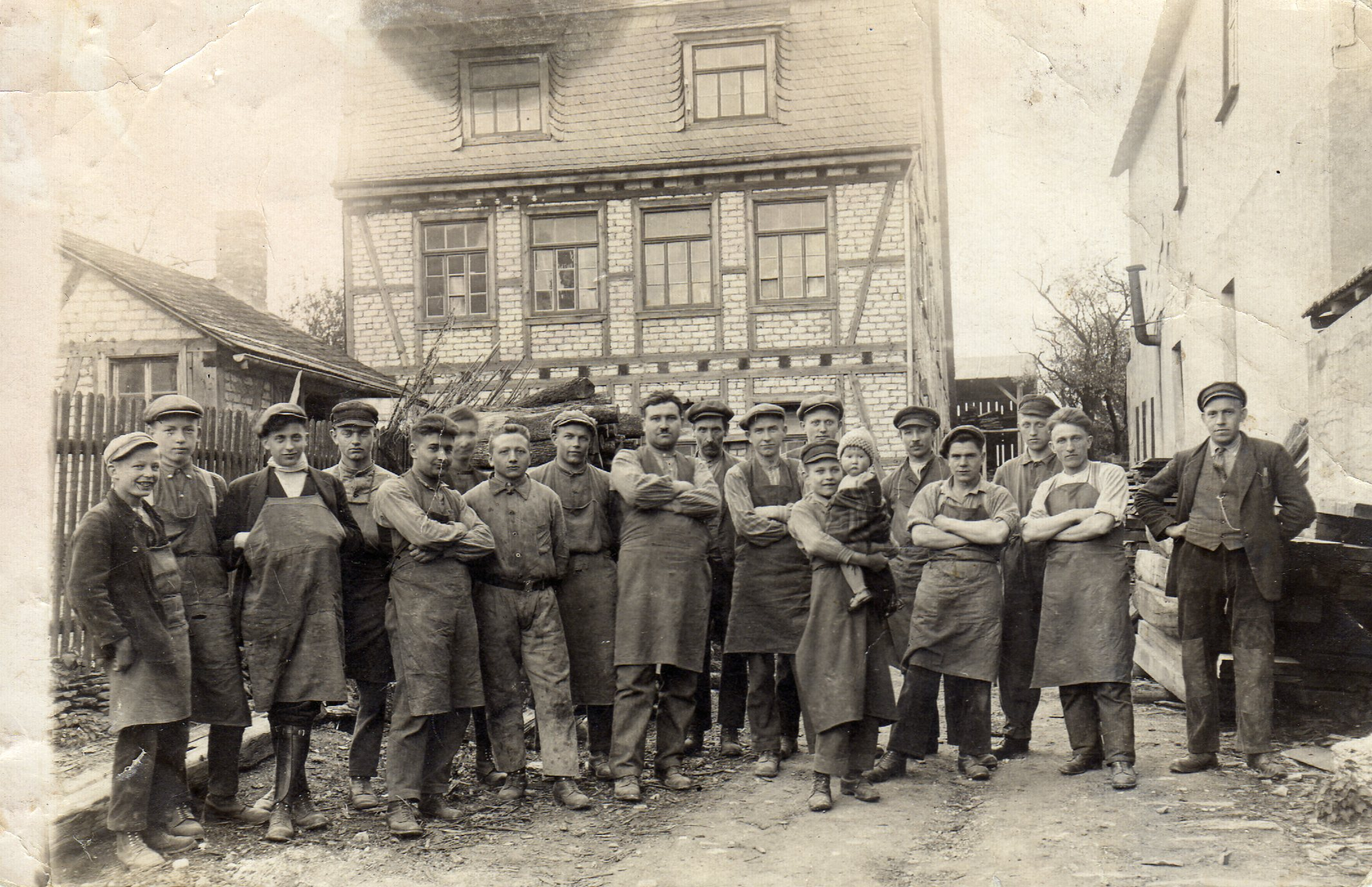
Franz Felke (5. von links) 1926 im Schreinerbetrieb von Michael Felke (9. von links)

Franz Felke wurde als Sohn eines Schreiners in dem Dorf Laufersweiler im Hunsrück geboren. Nach einer Lehre zum Schreinergesellen 1924 in der Schreinerei seines Bruders, dem Unternehmer Michael Felke, nahm er das Studium zum Kunstschreiner an der Kunstgewerbeschule Köln auf, das er 1927 mit dem Meisterdiplom abschloss. Gemeinsam mit dem Bruder Michael baute er ab 1928 in der Gemeinde Sohren einen Möbelproduktionsbetrieb auf. 
Franz Felke war verheiratet und hatte zwei Kinder.

## Felke Möbelwerke
Franz Felke übernahm in den Felke Möbelwerken die Konzeptionierung der Modelle, zunächst für Schlafzimmer, dann erweitert für Küchen und Wohnzimmer. Außerdem leitete er als Technischer Direktor der Werke die Einrichtung der technischen Anlagen und war somit maßgeblich für den Produktionsablauf verantwortlich. Die monatliche Produktionsrate belief sich bis zu den 1970er Jahren auf rund 15.000 Wohneinheiten.
Neben der Leitung aller Werke im technischen Betriebsbereich verbesserte Franz Felke den betrieblichen Unfallschutz und die sozialen Arbeitsbedingungen, insbesondere für Kriegsverletzte und Schwerbeschädigte.
1970 gab er die Stellung des Technischen Direktors an seinen Neffen Günter Felke ab, der neben seinen Brüdern Walter und Aloys Felke ebenfalls in die Geschäftsführung des Unternehmens eingetreten war.

## Auszeichnungen
Für den Aufbau der Michael Felke Möbelwerke und seine Verdienste in der technischen und sozialen Struktur der Werke erhielt Franz Felke im Juni 1971 die Bundesverdienstmedaille und die goldene Verdienstmedaille der Industrie- und Handelskammer.